# Claude Fauchet (Historiker)

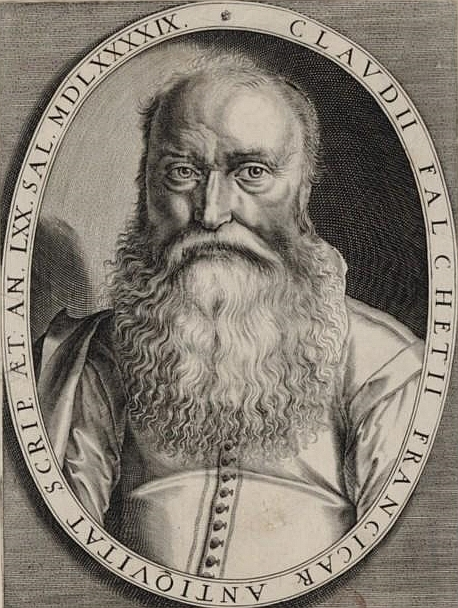
Claude Fauchet, Porträt von Thomas de Leu

Claude Fauchet (* 3. Juli 1530 in Paris; † Januar 1602 ebenda) war ein französischer Historiker, Mediävist und Romanist.

## Leben und Werk
Fauchet hatte verschiedene hohe Staatsämter inne. Heinrich IV. ernannte ihn zum „Historiographe de France“.
Wie sein Freund Étienne Pasquier war Fauchet Urheber bedeutender Forschungen zur Geschichte und Sprachgeschichte Frankreichs im Übergang vom Römischen Reich zum mittelalterlichen Frankreich. Die Romanistik sieht in Fauchet den ersten Kenner der Gesamtheit der mittelalterlichen Literatur auf französischem Boden sowie einen frühen Theoretiker der Sprachentwicklung vom Lateinischen zum Französischen. Er ist der Wiederentdecker der Straßburger Eide von 842.
Fauchet übersetzte Tacitus ins Französische.

## Werke

### Geschichte
- Origines des dignitez et magistrats de France, Paris 1556
- Recueil des antiquitez gauloises et françoises, Paris 1579, 1599
- Fleur de la maison de Charlemaigne, qui est la continuation des Antiquitez françoises, contenant les faits de Pépin et ses successeurs depuis l’an 751 jusques à l’an 840, Paris 1601
- Déclin de la maison de Charlemagne, faisant la suitte des Antiquitez françoises, contenant les faicts de Charles le Chauve et ses successeurs, depuis l’an 840 jusques à l’an 987… et entrée du règne de Hugues Capet, Paris 1602
- Les oeuvres de feu M. Claude Fauchet Premier President en la Cour des Monnoyes. Reveues et corrigees en ceste derniere edition, suppleées & augmentées sur la copie, memoires & papiers de l’autheur, de plusieurs passages & additions en divers endroits, Paris 1610, Genf 1969
- Les Antiquitez et histoires gauloises et françoises, contenant l’origine des choses advenues en Gaule et ès annales de France, depuis l’an du monde 3350 jusques à l’an 987 de Jésus-Christ, tant pour le fait ecclésiasticq que politicq, recueillies par M. le président Fauchet. Édition dernière, Genf 1611 (947+124 Seiten)

### Romanistik
- Recueil de l’origine de la langue et poésie françoise, ryme et romans, plus les noms et sommaire des oeuvres de CXXVII poètes françois, vivans avant l’an M.CCC, Paris 1581, Genf 1972 (Abhandlung bis S. 81; Autorenlexikon ab S. 82); Livre premier, hrsg. von Janet G. Espiner-Scott, Paris 1938 (ausschließlich des Autorenlexikons)